# Kathleen Robertson
Kathleen Robertson est une actrice, productrice et scénariste canadienne, née le 8 juillet 1973 à Hamilton (Ontario, Canada).
Elle est principalement connue, à la télévision, notamment pour avoir joué dans les séries télévisées Beverly Hills 90210 (1994-1997), Boss (2011-2013), Bates Motel (2014) et First Murder (2014-2016).

## Biographie

### Enfance et formation
Elle passe sa primaire à la Sherwood Secondary School et poursuit ensuite ses études dans une prestigieuse école privée locale, la Hillfield Strathallan College.  
Elle commence à prendre des cours d'interprétation dès l'âge de 10 ans et obtient des rôles dans des productions de théâtres locales. 

### Carrière

#### Débuts
Après quelques premières interventions dans des séries télévisées canadiennes, dont la majorité sont inédites en France (Le Clan Campbell, Mon plus beau secret, C.B.C.'s Magic Hour et E.N.G.), elle décroche, en 1990, son premier rôle régulier pour la série télévisée Une maison de fous, adaptée du jeu d'aventure Maniac Mansion de 1987. La prestation de Kathleen Robertson est remarquée et saluée par la critique, notamment via deux nominations consécutives pour le Young Artist Awards dans la catégorie Meilleure jeune actrice dans une série télévisée. Cette cérémonie récompense spécifiquement les jeunes talents qui se distinguent à la télévision et au cinéma. 
Côté grand écran, Kathleen Robertson commence sa carrière, en 1992, dans le thriller dramatique Mémoire traquée de Patrick Dewolf. C'est une année charnière pour l'actrice puisqu'elle figure également au casting de trois téléfilms, dont l'érotique Belle et Dangereuse avec Nicole Eggert et Corey Haim et le téléfilm de science fiction New York, alerte à la peste avec la drôle de dame Kate Jackson, nommé dans la catégorie Meilleur téléfilm lors de la cérémonie des Gemini Awards de 1993. 

#### Révélation télévisuelle

Logo de la série télévisée Beverly Hills 90210.

En 1994, elle intègre la distribution principale de la série télévisée Beverly Hills 90210 d'Aaron Spelling, dans laquelle elle interprète le personnage de Clare Arnold, durant trois saisons et près de cent épisodes, aux côtés de Jennie Garth, Ian Ziering, Shannen Doherty, Tori Spelling ou encore Luke Perry. Il s'agit d'un soap opera pour adolescents. Cette série connaît un grand succès commercial et elle est aujourd'hui encore, considérée comme culte. Elle a même donné naissance à quatre séries dérivées, dont la plus populaire est Melrose Place. Le dernier épisode attirera 25 millions de téléspectateurs américains nostalgiques.
Parallèlement au tournage de la série, l'actrice tourne peu. Elle est à l'affiche du téléfilm Le Prix de la vengeance et intervient dans un épisode de la série L'Homme à la Rolls. 
Après son départ de Beverly Hills 90210, à la fin de la septième saison, Kathleen Robertson joue dans le film dramatique Nowhere de Gregg Araki, son ex-compagnon. Nowhere est le dernier volet de la trilogie Teenage Apocalypse de Gregg Araki comprenant aussi Totally F***ed Up (1993) et The Doom Generation (1995). Considéré comme une apologie ou une violente critique de l'univers narco sexy trash dans lequel les protagonistes évoluent, ce film bénéficie d'un casting copieux, avec notamment James Duval, Christina Applegate, Ryan Phillippe, Heather Graham, Mena Suvari, Denise Richards et Rose McGowan ainsi que Shannen Doherty y font des apparitions. 
Elle enchaîne ensuite sur un rôle mineur dans la comédie I Woke Up Early the Day I Died avec Christina Ricci puis, elle occupe le rôle principal de Splendeur, toujours sous la direction du cinéaste Gregg Araki. 

#### Seconds rôles, téléfilms et cinéma indépendant
Entre 2000 et 2001, l'actrice multiplie les projets confidentiels, entre autres, la comédie horrifique Psycho Beach Party, elle joue les seconds rôles dans De toute beauté avec Minnie Driver et Kathleen Turner ainsi que dans la comédie Speaking of Sex.  
Après une figuration au casting de la comédie Sam, je suis Sam, portée par Michelle Pfeiffer et Sean Penn, elle participe au film parodique Scary Movie 2 où elle retrouve de nouveau Tori Spelling, en 2002. Le second volet de cette saga est un important succès au box office et permet à Kathleen Robertson d'être nommée, lors de la cérémonie des Canadian Comedy Awards, dans la catégorie Meilleure interprétation féminine comique. 
À la télévision, elle incarne le premier rôle féminin du téléfilm Torso: The Evelyn Dick Story, salué par la profession et permettant à Kathleen d'être nommée pour un Gemini Award de la meilleure actrice dans une mini série ou un téléfilm dramatique. Toujours en 2002, elle obtient un rôle important dans le film dramatique indépendant XX/XY dans lequel elle fait face à Mark Ruffalo. Puis, l'actrice apparaît à nouveau sur les petits écrans avec la série télé Girls Club, créée par le célèbre David E. Kelley.  
En 2005, elle joue les guest star pour New York, section criminelle et l'année d'après dans la série Médium avec Patricia Arquette. Il s'ensuit des participations à des films indépendants et moins grand public, et on la retrouve en tête d'affiche, en 2006, du téléfilm dramatique Issue fatale, qui lui permet d'obtenir une nouvelle nomination à un Prix Gemini.  
En 2007 (sortie française), Kathleen Robertson est à l’affiche du film Hollywoodland de Allen Coulter dans le rôle de Carol Van Ronkel. Le film est présenté à la Mostra de Venise 2006. Elle intervient ensuite dans la sitcom The Business, qui présente le monde impitoyable d'Hollywood, où elle officie également en tant que productrice exécutive. Ce show canadien durera deux saisons et l'ensemble de la distribution est saluée par la critique. 
Cette même année, elle intègre la mini-série américaine en trois épisodes de 90 minutes, Deux princesses pour un royaume. C'est une adaptation libre du conte Le Magicien d'Oz, avec entre autres éléments ajoutés, de la science-fiction et de la fantasy. Au casting,  Zooey Deschanel et Alan Cumming. Kathleen Robertson interprète Azkadellia, la principale antagoniste de la mini-série. Le rôle est basé sur le personnage de la méchante sorcière de l'Ouest dans Le Magicien d'Oz. Une performance remarquée et appréciée, l'actrice est élue Meilleure actrice dans une mini série ou un téléfilm lors de la cérémonie des Women's Image Network Awards de 2008. 
Entre 2009 et 2010, habituée du petit écran, Kathleen Robertson multiplie les apparitions dans des shows populaires comme Flashpoint, Les Experts : Miami sans oublier les téléfilms comme avec Shannon Elizabeth pour la romance Un mariage presque parfait. Elle n'en oublie pas le cinéma puisqu'elle participe au film dramatique A Night for Dying Tigers, présenté en première mondiale à l'occasion de la 35e édition du Festival international du film de Toronto (TIFF).

#### Retour télévisuel et scénariste

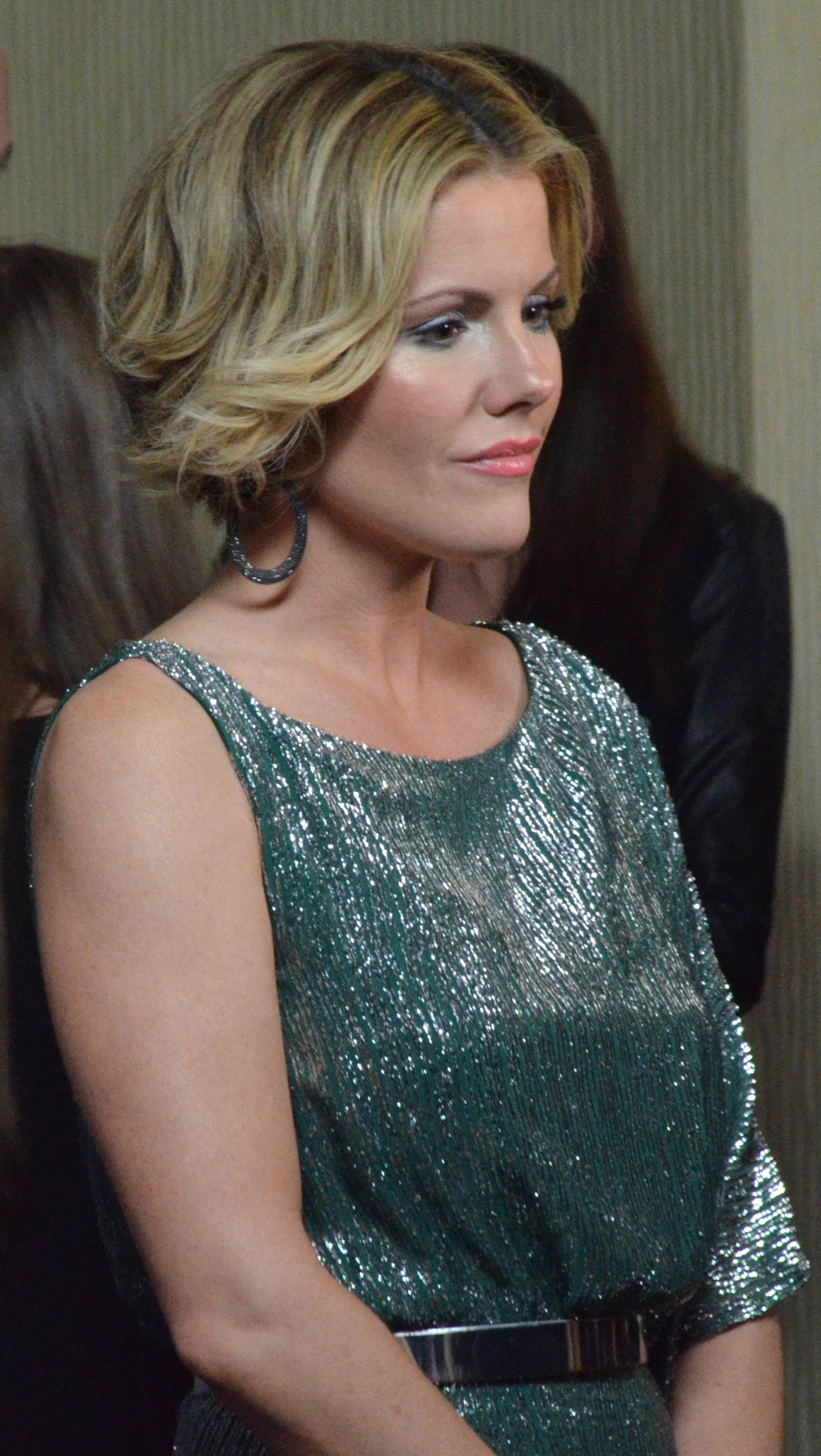
Kathleen Robertson, en 2014, sur le tapis rouge de la soirée organisée par Mingle Media TV.

Entre 2011 et 2013, elle interprète Kitty O'Neil dans la série Boss, diffusée sur la chaîne américaine Starz. Ce drama politique suit le parcours de Tom Kane, le Maire de Chicago, qui découvre qu'il est en train de devenir fou et seul son médecin est au courant. La première saison est bien accueillie par la critique. Les audiences de la deuxième saison sont nettement en deçà des attentes de la production qui prend la décision d'annuler la série.  
À cette même période, Kathleen Robertson participe à deux projets venant du cinéma indépendant pour Losing Control et Down the Road Again. À la télévision, elle est dans le téléfilm Seal Team 6: The Raid on Osama Bin Laden de John Stockwell, qui retrace le parcours des forces spéciales américaines contre Oussama ben Laden, en 2011, au Pakistan. Elle enchaîne en jouant, le temps d'un épisode, dans les séries policières canadiennes Rookie Blue et Cracked.  
Puis, elle est la tête d'affiche de L'Heure du crime diffusé par le groupe Lifetime. La même année, elle est à l'affiche d'un autre téléfilm, aux côtés de Michael Shanks et Martin Cummins, Mr. Hockey: The Gordie Howe Story, qui retrace le parcours du joueur de hockey sur glace Gordie Howe. Grâce à cette production, elle remporte le Leo Awards de la meilleure actrice dans un téléfilm.   
En 2014, elle intègre la distribution du film d'épouvante Les Dossiers secrets du Vatican et elle joue dans la deuxième saison de Bates Motel sur A&E pour un arc narratif de cinq épisodes. 
Elle décroche ensuite le rôle-titre de la série policière d'anthologie First Murder aux côtés de Taye Diggs sur la chaîne TNT. Cette série permet à Kathleen de prétendre au titre de meilleure actrice dans une série télévisée américaine lors de la cérémonie des Golden Maple Awards de 2015. Bien que les audiences soient suffisantes et les critiques positives, les producteurs prennent la décision d'arrêter la production au terme de la troisième saison tout en apportant une réelle conclusion, en raisons d'une réorientation créative amorcée par la chaîne de diffusion américaine.
Kathleen Robertson marque alors une courte pause dans sa carrière en tant qu'actrice pour se consacrer à la mise en place de scénario. Après une première expérience, en 2013, pour le long métrage indépendant Three Days in Havana de Gil Bellows, il est annoncé une collaboration de l'actrice avec le réseau Lifetime pour un scénario qui mettrait en vedette Christina Applegate. Aussi, dans le même temps, elle participe au scénario du prochain long métrage du réalisateur indien Ritesh Batra, Little Bee, dont la tête d'affiche est l'oscarisée Julia Roberts,. 
Elle rejoint ensuite la distribution principale d'une série dramatique développée par la plateforme Netflix, Northern Rescue, aux côtés de William Baldwin. Cette série canadienne suit une famille qui cherche à se reconstruire après un drame.

### Vie privée
De 1997 à 1999, elle a été en couple avec le réalisateur Gregg Araki,.  
Depuis novembre 2004, elle est mariée à Chris Cowles. Le couple a eu un garçon prénommé William Robertson Cowles, né le 9 juillet 2008. 

## Filmographie

### Cinéma
- 1992 : Mémoire traquée (Lapse of Memory) de Patrick Dewolf : Patrick (Melody)
- 1997 : Nowhere de Gregg Araki : Lucifer
- 1998 : I Woke Up Early the Day I Died de Aris Iliopulos : Ticket Girl
- 1998 : Dog Park de Bruce McCulloch : Cheryl
- 1999 : Splendeur (Splendor) de Gregg Araki : Veronica
- 2000 : Psycho Beach Party de Robert Lee King : Rhonda
- 2000 : De toute beauté (Beautiful) de Sally Field : Wanda Love, Miss Tennessee
- 2001 : Scary Movie 2 de Keenen Ivory Wayans : Theo
- 2001 : Speaking of Sex de John McNaughton : Grace
- 2001 : Sam, je suis Sam (I Am Sam) de Jessie Nelson : la serveuse au Big Boy
- 2002 : XX/XY d'Austin Chick : Thea
- 2003 : I Love Your Work d'Adam Goldberg : la journaliste
- 2004 : Until the Night de Gregory Hatanaka : Elizabeth
- 2004 : Control de Tim Hunter : Eden Ross
- 2005 : Mall Cop de David Greenspan : Donna
- 2006 : Hollywoodland de Allen Coulter : Carol Van Ronkel
- 2007 : Brain code
- 2008 : Player 5150 de David Michael O'Neill : Ali
- 2010 : A Night for Dying Tigers de Terry Miles : Jules
- 2011 : Losing Control de Valerie Weiss : Leslie
- 2011 : Down the Road Again de Donald Shebib : Betty-Jo Mayle
- 2012 : Code Name Geronimo de John Stockwell : Vivian
- 2014 : Les Dossiers secrets du Vatican (The Vatican Tapes) de Mark Neveldine : Dr Richards

### Télévision

#### Téléfilms
- 1992 : New York, alerte à la peste (Quiet Killer) de Sheldon Larry : Sara Dobbs
- 1992 : Liar's Edge de Ron Oliver : Bobby Swaggart
- 1992 : Belle et dangereuse (Blown Away) de Brenton Spencer : Darla
- 1993 : Nuit sauvage (Survive the Night) de Bill Corcoran : Julie
- 1994 : Le Prix de la vengeance (In the Line of Duty: The Price of Vengeance) de Dick Lowry : Susan Williams
- 2002 : Torso: The Evelyn Dick Story de Alex Chapple : Evelyn Dick
- 2003 : In the Dark de Leonard Farlinger : Rachel Speller
- 2006 : Issue fatale (Last Exit) de John Fawcett : Beth Wellan
- 2008 : L'Engrenage de la haine de Jerry Ciccoritti : Nicole
- 2008 : Glitch de Randy Daudlin : Lee
- 2009 : Un mariage presque parfait de Jeff Stephenson : Amy Smith
- 2012 : Seal Team 6: The Raid on Osama Bin Laden de John Stockwell : Vivian
- 2013 : L'Heure du crime (Time of Death) de Frédérik D'Amours : Jordan Price
- 2013 : Mr Hockey: The Gordie Howe Story d'Andy Mikita : Colleen Howe

#### Séries télévisées
- 1986 : Le Clan Campbell (en) : Dorothea Spencer (saison 4, épisode 10)
- 1988 : Mon plus beau secret : Jennifer (saison 1, épisode 11)
- 1990 : C.B.C.'s Magic Hour : Cynthia Bundy (1 épisode)
- 1990 : E.N.G : Daria (saison 2, épisode 1)
- 1990 : Une maison de fous (Maniac Mansion) : Tina Edison (65 épisodes)
- 1993 : La Chambre secrète (The Hidden Room) : Anne Morrison (saison 2, épisode 14)
- 1994 : Heaven Help Us : rôle inconnu (saison 1, épisode 2)
- 1995 : L'Homme à la Rolls (Burke's Law) : Tracy Bird (saison 2, épisode 1)
- 1994 - 1997 : Beverly Hills 90210 : Clare Arnold (rôle principal - 99 épisodes)
- 2002 : Girls Club : Jeannie Falls (9 épisodes)
- 2005 : New York, section criminelle (Law and Order: Criminal Intent) : Darla Pearson (saison 4, épisode 10)
- 2006 : Médium (Medium) : Diana Marvin (saison 3, épisode 5)
- 2007 : The Business : Julia Sullivan (12 épisodes) -également productrice exécutive de 8 épisodes-
- 2007 : Deux princesses pour un royaume : Azkadellia (mini-série, 3 épisodes)
- 2009 : Flashpoint : Helen Mitchell (saison 2, épisode 17)
- 2010 : Les Experts : Miami : Kayla Pennington (saison 8, épisode 21)
- 2011 - 2013 : Boss : Kitty O'Neil (18 épisodes)
- 2011 : Rookie Blue : Leslie Atkins (saison 2, épisode 10)
- 2013 : Cracked : Erin Laswell (saison 1, épisode 4)
- 2014 : Bates Motel : Jodi Morgan (saison 2, 5 épisodes)
- 2014 - 2016 : First Murder (Murder in the First) : Hildy Mulligan (rôle principal - 32 épisodes)
- 2015 : The Fixer : Ellie Molaro (rôle principal - mini-série, 4 épisodes)
- 2019 - : Northern Rescue : Charlie Anders (rôle principal - 10 épisodes)

### Scénariste
- 2013 : Three Days in Havana de Gil Bellows et Tony Pantages (long métrage)
- Your Time Is Up (téléfilm)
- Little Bee de Ritesh Batra (long métrage)

## Voix françaises
En France, Valérie Siclay, est la voix française régulière de Kathleen Robertson.
Au Québec, Mélanie Laberge est la voix québécoise fréquente de l'actrice. 

## Distinctions

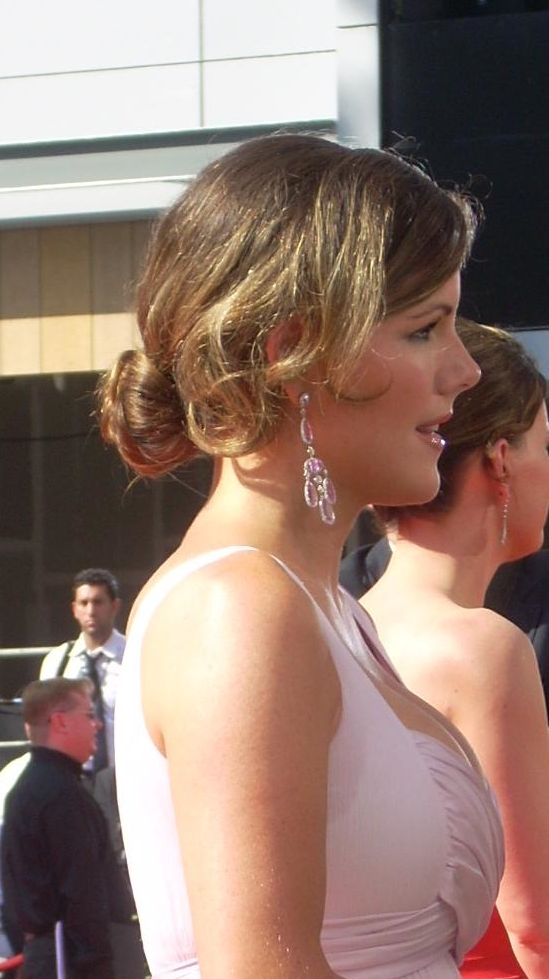
Kathleen Robertson, aux Emmy Awards de 2008.

Note : Sauf indication contraire ou complémentaire, les informations mentionnées dans cette section proviennent de la base de données IMDb.

### Récompenses
- 2008 : Women's Image Network Awards de la meilleure actrice dans une mini série ou un téléfilm pour Deux princesses pour un royaume (2008).
- 2014 : Leo Awards de la meilleure actrice dans un téléfilm pour Mr Hockey: The Gordie Howe Story (2014).

### Nominations
- 1991 : Young Artist Awards de la meilleure jeune actrice dans une série télévisée comique pour Une maison de fous (1990-1993).
- 1992 : Young Artist Awards de la meilleure jeune actrice dans une série télévisée comique pour Une maison de fous (1990-1993).
- 2002 :Canadian Comedy Awards de la meilleure interprétation féminine comique dans une comédie d'horreur pour Scary Movie 2 (2002).
- 2002 : Gemini Awards de la meilleure interprétation par une actrice dans une mini série ou un téléfilm dramatique pour Torso: The Evelyn Dick Story (2001).
- Gemini Awards 2007 : 
  - Meilleure interprétation d'ensemble dans une série télévisée comique pour The Business (2007).
  - Meilleure interprétation par une actrice dans une mini série ou un téléfilm dramatique pour Issue fatale (2006).
- 2e cérémonie des prix Écrans canadiens 2014 : Meilleure interprétation par une actrice dans une mini série ou un téléfilm dramatique pour Mr Hockey: The Gordie Howe Story (2014).
- 2015 : Golden Maple Awards de la meilleure actrice dans une série télévisée dramatique pour First Murder (2015).